# Бруклінська орхідея
Бруклінська орхідея (англ. Brooklyn Orchid) — американська кінокомедія режисера Курта Нойманна 1942 року.

## Сюжет
Власники компанії таксі Тім МакГайрін і Едді Корбетт рятують Люсі Гіббс від самогубства, вона стає їхньою опікункою. Двоє чоловіків намагаються тримати їх опікунство в таємниці від «соціально амбітної дружини» Тіма Седі МакГайрін, і нареченої Едді Мейбл Куні.

## У ролях
- Вільям Бендікс — Тімоті «Тім» МакГайрін
- Джо Сойєр — Едді Корбетт
- Марджорі Вудворт — Люсі «Бруклінська орхідея» Гіббс
- Грейс Бредлі — Седі МакГайрін
- Річард Галлахер — Томмі Ліман Гудвік
- Флорін МакКінні — Мейбл Куні
- Леонід Кінскі — Ігнац Рачковскі
- Рекс Еванс — Стерлінг, дворецький МакГайрін
- Джек Нортон — Джонатан МакФідер